# WAACS Design
WAACS Design & Consultancy is een Rotterdams ontwerpbureau dat in 1992 is opgericht. 

## Ontwerpen
Het bekendste ontwerp is de Senseo Crema, dat het in 2001 in opdracht van Philips en Douwe Egberts maakte. Daarnaast ontwierp WAACS onder andere het interieur van de HSL-informatiecentra.

## Prijzen
- 2013, Red Dot Product Design Award voor ATAG-wokbrander[1]
- 2004, Dutch Design Awards categorie Design For All, PUSH-braces voor NEA (Macintosh Retail Group)